# Podalonia

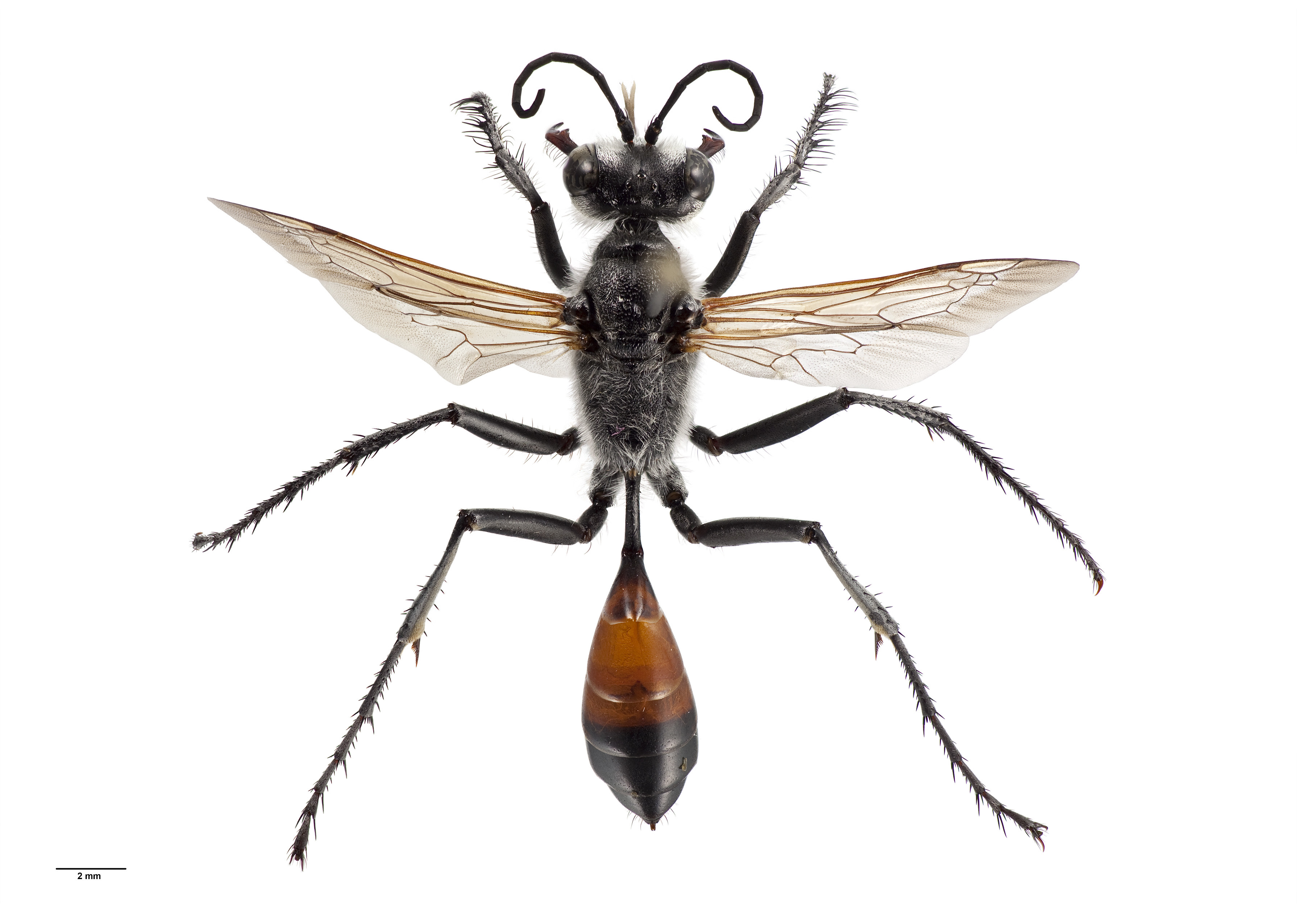
Podalonia tydei (Le Guillou, 1841)

Podalonia es un género de avispas de la familia Sphecidae con 66 especies.
Se encuentra en Norteamérica, Europa y Asia. Son similares a las del género relacionado, Ammophila, pero tienen un pecíolo mucho más corto y el abdomen es ligeramente más robusto. El tórax presenta una mancha blanca.
La hembra hace el nido en la arena después de haber cazado una presa. Normalmente lo provisiona con orugas grandes, no vellosas de la familia (Noctuidae), generalmente una sola oruga. Tienen una o dos generaciones por año.

## Especies
Lista de especies:
- Podalonia affinis (W. Kirby, 1798)
- Podalonia afghanica Balthasar, 1957
- Podalonia albohirsuta (Tsuneki, 1971)
- Podalonia alpina (Kohl, 1888)
- Podalonia altaiensis (Tsuneki, 1971)
- Podalonia andrei (F. Morawitz, 1889)
- Podalonia argentifrons (Cresson, 1865)
- Podalonia argentipilis (Provancher, 1887)
- Podalonia aspera (Christ, 1791)
- Podalonia atriceps (F. Smith, 1856)
- Podalonia atrocyanea (Eversmann, 1849)
- Podalonia caerulea Murray, 1940
- Podalonia canescens (Dahlbom, 1843)
- Podalonia caucasica (Mocsáry, 1883)
- Podalonia chalybea (Kohl, 1906)
- Podalonia clypeata Murray, 1940
- Podalonia compacta Fernald, 1927
- Podalonia dispar (Taschenberg, 1869)
- Podalonia ebenina (Spinola, 1839)
- Podalonia erythropus (F. Smith, 1856)
- Podalonia fera (Lepeletier de Saint Fargeau, 1845)
- Podalonia flavida (Kohl, 1901)
- Podalonia gobiensis (Tsuneki, 1971)
- Podalonia gulussa (Morice, 1900)
- Podalonia harveyi (de Beaumont, 1967)
- Podalonia hirsuta (Scopoli, 1763)
- Podalonia hirsutaffinis (Tsuneki, 1971)
- Podalonia hirticeps (Cameron, 1889)
- Podalonia kansuana Li & Yang, 1992
- Podalonia kaszabi (Tsuneki, 1971)
- Podalonia kozlovii (Kohl, 1906)
- Podalonia luctuosa (F. Smith, 1856)
- Podalonia luffii (E. Saunders, 1903)
- Podalonia marismortui (Bytinski-Salz, 1955)
- Podalonia mauritanica (Mercet, 1906)
- Podalonia melaena Murray, 1940
- Podalonia mexicana (de Saussure, 1867)
- Podalonia mickeli Murray, 1940
- Podalonia minax (Kohl, 1901)
- Podalonia moczari (Tsuneki, 1971)
- Podalonia montana (Cameron, 1888)
- Podalonia nigrohirta (Kohl, 1888)
- Podalonia occidentalis Murray, 1940
- Podalonia parallela Murray, 1940
- Podalonia parvula Li & Yang, 1992
- Podalonia pilosa Li & Yang, 1995
- Podalonia pubescens Murray, 1940
- Podalonia pulawkii Dulfuss, 2010
- Podalonia puncta Murray, 1940
- Podalonia pungens (Kohl, 1901)
- Podalonia robusta (Cresson, 1865)
- Podalonia rothi (de Beaumont, 1951)
- Podalonia schmiedeknechti (Kohl, 1898)
- Podalonia sericea Murray, 1940
- Podalonia sheffieldi (R. Turner, 1918)
- Podalonia sonorensis (Cameron, 1888)
- Podalonia tydei (Le Guillou, 1841)
- Podalonia valida (Cresson, 1865)
- Podalonia violaceipennis (Lepeletier de Saint Fargeau, 1845)
- Podalonia yunnana Li & Yang, 1992